# Esposizione internazionale d'arte decorativa moderna
L'Esposizione internazionale d'arte decorativa moderna fu la prima  esposizione dedicata alle arti decorative moderne che si svolse a Torino fra l'aprile e il novembre del 1902. Tema dell'esposizione furono «le manifestazioni ed i prodotti industriali riguardanti sia l'estetica della via, come quella della casa e della stanza». Fu una vetrina per il Liberty e l'Art Nouveau, il nuovo stile moderno che si stava velocemente diffondendo in Europa in tutte le declinazioni dell'arte.

## Storia
.

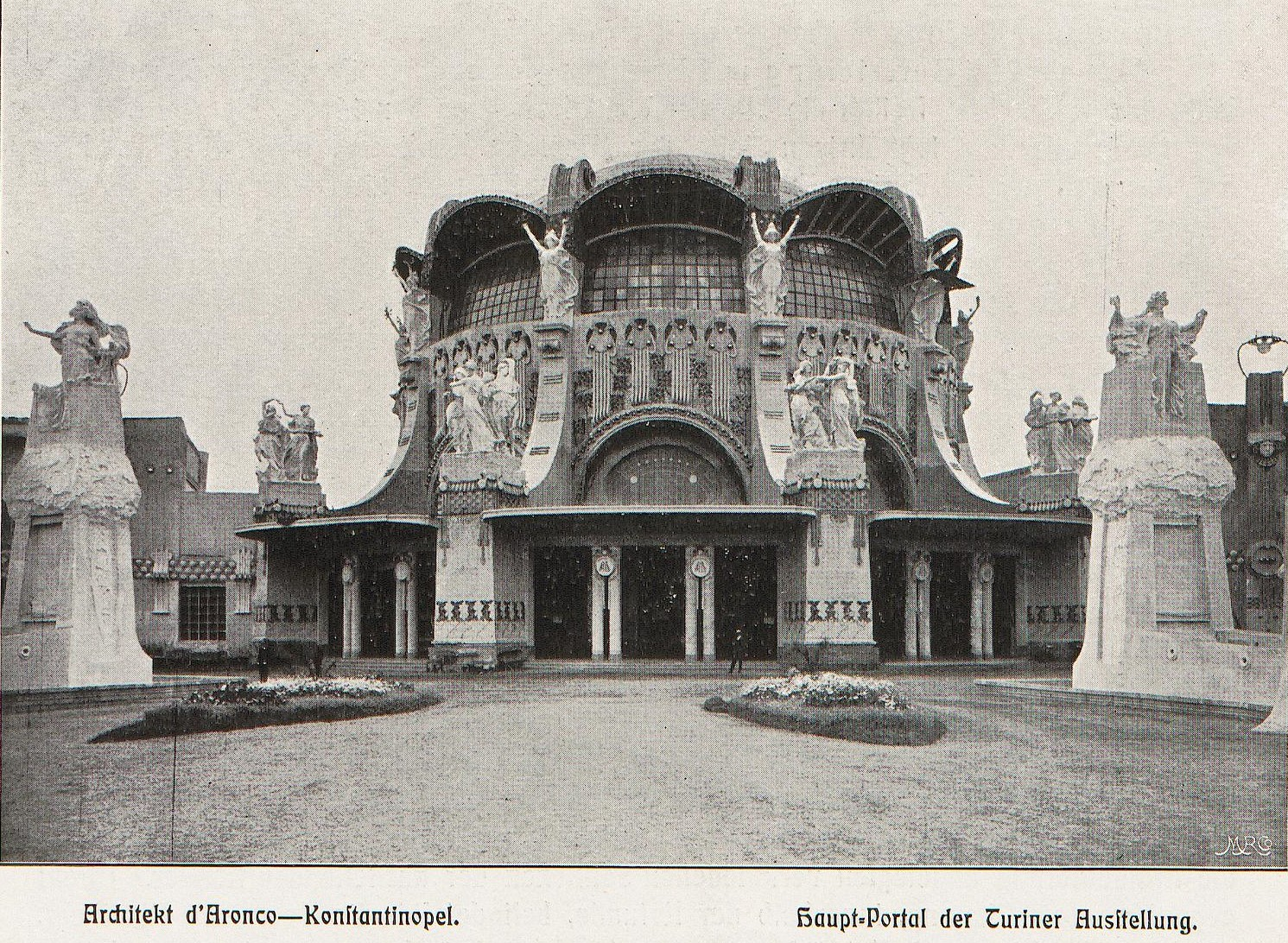
L'ingresso all'Esposizione (arch. Raimondo Tommaso D'Aronco)

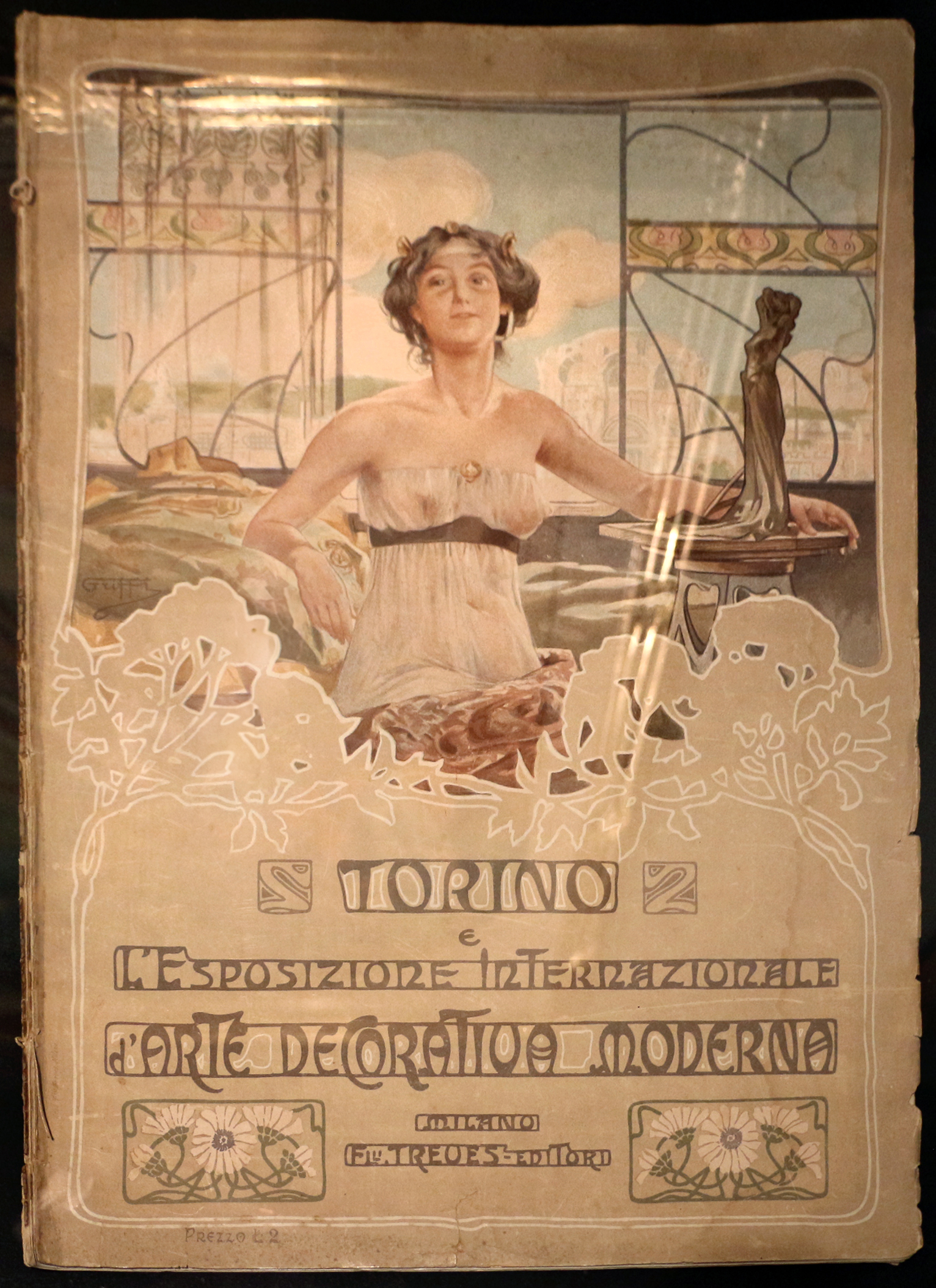
Rodolfo Griffi, Torino e l'Esposizione internazionale d'arte decorativa moderna, 1902; (copertina) per Fratelli Treves.

Inaugurata grandiosamente presso il parco del Valentino ad aprile del 1902 in un clima di attesa febbrile e di intenso fermento culturale, l'esposizione ebbe l'intento di presentare al pubblico italiano ed europeo il meglio della produzione internazionale moderna nell'ambito dell'architettura, dell'arredamento e delle arti applicate. il Comitato organizzativo, con grande coraggio, inserì nel programma dell'Esposizione un articolo che recitava che «Non potranno ammettersi le semplici imitazioni di stili del passato.» L'esposizione fu quindi il primo grande evento italiano in cui protagonista fu l'Art Nouveau, che stava rivoluzionando lo stile dell'arte in Europa e che fu declinata in Italia come stile Liberty.
Frutto di un entusiastico lavoro di un gruppo di artisti torinesi, tra cui Pietro Fenoglio e Gottardo Gussoni, l'avvenimento rappresentò il culmine del successo nella breve ma gloriosa esperienza del Liberty italiano e torinese. Grazie anche al contributo di Raimondo D'Aronco, l'esposizione ebbe un notevole rilievo internazionale e vi si respirò un clima di spensieratezza e di fiducia nel progresso e nella modernità.
Non rimane traccia delle strutture fieristiche e dei padiglioni degli stati partecipanti (Gran Bretagna, Germania, Francia, Belgio, Austria, Ungheria, Danimarca, Svezia, Stati Uniti e Giappone), realizzati in stile Liberty presso il parco del Valentino ma rimane una ampia documentazione fotografica dell'epoca. L'Esposizione rimase aperta fino a novembre dello stesso anno.